# Crazy Bros – Houba hraje Leniwiec / Leniwiec gra Houbę
Crazy Bros – Houba hraje Leniwiec / Leniwiec gra Houbę – trzeci album jeleniogórskiej grupy muzycznej Leniwiec, nagrany wraz z czeskim zespołem Houba, wydany w 2004 roku. Na płycie Leniwiec zagrał kawałki Houby z polskimi tekstami, natomiast Houba zagrał kawałki Leniwca z czeskimi tekstami. Album wydany także na kasecie.

## Skład Leniwca
- Zbigniew "Mucha" Muczyński – wokal, gitara elektryczna
- Paweł "Cyna" Nykiel – puzon, akordeon, chórki
- Jarek "Okoń" Oczoś – perkusja, chórki
- Krzysztof "Krzychu" Herezo – gitara basowa

## Lista utworów
1. "Crazy bros" (Houba)
2. "Bomba" (Leniwiec)
3. "Chceme spokojeně zít" (Houba)
4. "Jest już źle" (Leniwiec)
5. "Čaj" (Houba)
6. "Już pozostanie tak" (Leniwiec)
7. "Národnost neznámá" (Houba)
8. "Oto mnie masz" (Leniwiec)
9. "Reggae pro pana prezidenta" (Houba)
10. "Na księżyc" (Leniwiec)
11. "Zootic" (Houba)
12. "Znam te wasze sny" (Leniwiec)

### Bonus
Teledysk do piosenki "Chcemy spokojnie żyć"